# ウルトラ・ナテ
ウルトラ・ナテ（Ultra Naté 1968年11月2日生- ）は、アメリカ合衆国・メリーランド州のボルティモア近郊の町ハバディグレイス出身のアフリカ系アメリカ人の女性ミュージシャンである。

## 概要
代表曲としては、1997年の「フリー」や1983年のポインター・シスターズのカバー曲であり2007年にリリースされた「オートマティック」などがある。